# Wojna birmańsko-syjamska (1593–1600)
Wojna birmańsko-syjamska 1593–1600 – konflikt birmańsko-syjamski, który osłabił na okres ponad 100 lat Królestwo Birmy.
W roku 1592 król syjamski Naresuan (panujący w latach 1590–1605) całkowicie wyparł Birmańczyków z regionu Chaophraya, wyzwalając Królestwo Ayutthaya spod władzy birmańskiej. Deklarację niepodległości władca ogłosił już kilka lat wcześniej w 1584 r. co doprowadziło w konsekwencji do wybuchu wojny birmańsko-syjamskiej (1584-1592). Po wojnie Naresuan postanowił wykorzystać osłabienie Birmy wkraczając na Półwysep Malajski.
15 stycznia 1593 r. miała miejsce bitwa pod Nong Sarai (obecnie Don Chedi). Doszło w niej do legendarnego pojedynku na słoniach bojowych, w którym Naresuan zabił birmańskiego księcia Mingyi Swa. Wojska Naresuana zdobyły w tym samym roku miasto Tawè, skąd było już blisko do Ayutthayi i Sukhothai. Następnie Naresuan pomaszerował w kierunku północnym zajmując Mulmejn oraz Martaban.
Po walkach na wschód od Ayutthayi w 1594 r. władca syjamski zajął stolicę Kambodży, a w kolejnym roku zażegnał laotańskie zagrożenie w Chiang Mai.

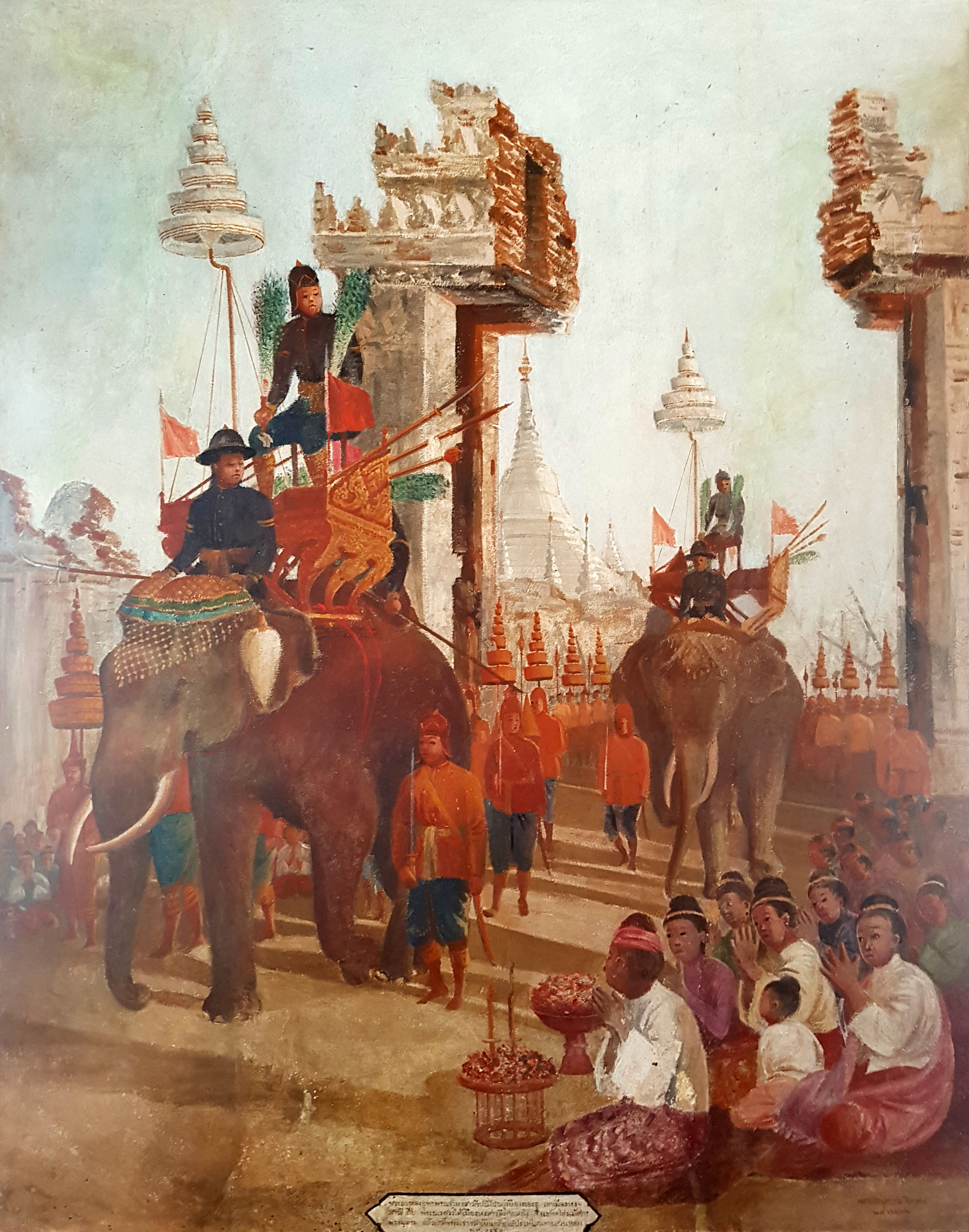
Naresuan wkraczający do Pegu

W 1596 r. Naresuan wkroczył na terytoria Birmy, wypierając jej wojska z Półwyspu Malajskiego do stolicy w Pegu, gdzie wkrótce wybuchło powstanie przeciwko królowi Nanda Bayinowi. Wykorzystując to, Syjamczycy zajęli Pegu i utrzymali miasto pod swoją kontrolą przez 3 lata, kiedy to siły powstańcze po zamordowaniu króla Nanda Bayina wyparły ostatecznie najeźdźców z miasta.
Obalenie birmańskiego króla oraz zajęcie Pegu doprowadziły w konsekwencji do chaosu w kraju i jego rozpadu na mniejsze królestwa. Osłabiona Birma nie będzie już w stanie w najbliższych 150 latach zagrozić Królestwu Ayutthayi.